# Scalpay
Scalpay (ve skotské gaelštině Sgalpaigh) je ostrov v souostroví Vnějších Hebrid ve Skotsku.

## Geografie
Ostrov je přibližně 4 km dlouhý a nejvyšší bod dosahuje výšky 104 m n. m. Rozloha Scalpay je 653 ha. Hlavní osada na ostrově je na severu, poblíž mostu, seskupená kolem An Acairseid a Tuath (Severní přístav).
Ostrov je poset malými jezery. Největší z nich je Loch a Duin, na němž se nachází malý ostrov. Na malém poloostrově Eilean Glas na východním pobřeží ostrova byl postaven první maják na Vnějších Hebridách.

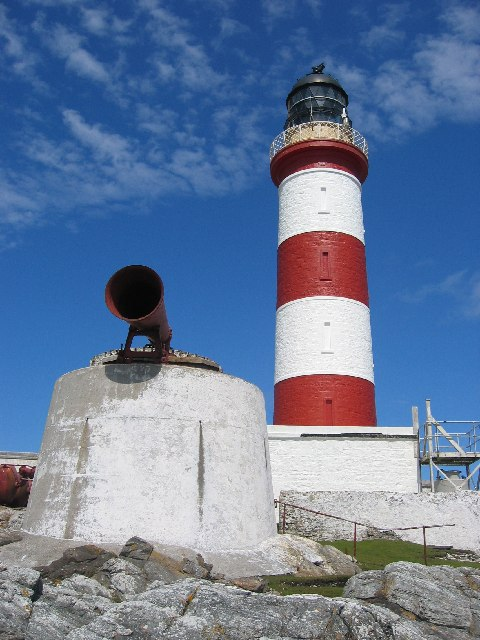
maják Eilean Glas

Nejbližší sousední ostrov Harris je vzdálen jen 300 metrů přes úžinu Caolas Scalpaigh. V roce 1997 byl postaven most z Harrisu na Scalpay, který nahradil trajektovou dopravu.

## Etymologie
Mac a Tàilleir (2003) naznačuje, že název pochází z norštity a znamená „lodní ostrov“. Haswell-Smith však uvádí, že staré norské jméno bylo Skalprøy, což znamená „lasturový ostrov “.

## Náboženství
Naprostá většina místních obyvatel ve Scalpay jsou protestanti. Ostrov je domovem dvou presbyteriánských kostelů.

## Demografie
V roce 2001 měl ostrov 322 lidí, jejichž hlavním zaměstnáním byl chov ryb a krevetový rybolov. Do roku 2011 se počet obyvatel snížil o 9% na 291 zatímco během stejného období populace skotských ostrovů dohromady vzrostla o 4% na 103 702.
Scalpay měl před více než 30 lety přes 10 obchodů, ale kvůli nedostatku lidí a práce byl poslední obchod uzavřen v roce 2007. Byla zde také továrna na lososy, která sloužila jako hlavní místní zaměstnavatel od roku 2001 až do jejího uzavření v roce 2005. Na jaře roku 2009 místní noviny uvedly, že továrna by měla být znovu otevřena jako čisticí zařízení na podporu místního průmyslu chovu ryb. V roce 2012 komunita Scalpay koupila a otevřela komunitní obchod / kavárnu Buth Scalpaigh.
Fotograf Marco Secchi žil v letech 2002-2008 na Scalpay a dokumentoval život a krajinu Vnějších Hebrid.
V roce 2011 majitel ostrova, Fred Taylor, oznámil, že navrhl předat půdu místní populaci. Jedním z návrhů bylo, že ostrov bude vlastněn místním rozvojovým fondem, podle jiného návrhu by byl součástí většího rozvojového fondu North Harris Trust. Ostrované odhlasovali přijetí daru, převzetí komunitního vlastnictví ostrova a navázání partnerství s navazovat partnerství s North Harris Community Trust.